# Kristofer Schaff
Pour les articles homonymes, voir Schaff.
Kristofer Schaff (né le 24 septembre 1992) est un archer américain. Il est sacré champion du monde de tir à l'arc à une reprise.

## Biographie
Kristofer Schaff remporte sa première médaille internationale majeure en 2017 alors qu'il remporte le bronze aux Jeux mondiaux de 2017. Plus tard cette même année, il remporte une manche de la coupe du monde lors de l'épreuve de Berlin. En 2017, il remporte les épreuves de tir à l'arc par équipe homme lors des championnats du monde.

## Palmarès
- Championnats du monde[1]
  -  Médaille d'or à l'épreuve par équipe homme aux championnats du monde 2017 à Mexico (avec Braden Gellenthien et Steve Anderson).

- Championnats du monde en salle[1]
  -  Médaille d'or à l'épreuve par équipe homme aux championnats du monde en salle 2018 à Yankton (avec Jesse Broadwater et Tate Morgan).

- Coupe du monde[1]
  -  Médaille d'or à l'épreuve par équipe homme à la coupe du monde 2017 de Berlin.
  -  Médaille d'or à l'épreuve par équipe homme à la coupe du monde 2018 de Shanghai.
  -  Médaille d'argent à l'épreuve individuelle homme à la coupe du monde 2018 de Antalya.
  -  Médaille d'argent à l'épreuve par équipe homme à la coupe du monde 2018 de Antalya.

- Jeux mondiaux[1]
  -  Médaille de bronze à l'épreuve par équipe mixte aux Jeux mondiaux de 2017 de Wrocław.